# Carlos Álvarez (Leichtathlet, 1956)
Carlos Álvarez (Carlos Mario Álvarez Sánchez; * 12. September 1956 in Sagua de Tánamo, Provinz Holguín)  ist ein ehemaliger kubanischer Sprinter, der sich auf den 400-Meter-Lauf spezialisiert hatte.
In der 4-mal-400-Meter-Staffel gewann er bei den Panamerikanischen Spielen 1975 in Mexiko-Stadt Silber, wurde Siebter bei den Olympischen Spielen 1976 in Montreal und holte Bronze bei den Panamerikanischen Spielen 1979 in San Juan.
Seine persönliche Bestzeit von 46,54 s stellte er am 20. Mai 1978 in Santiago de Cuba auf.